# Центр метеликів Драго
Центр метеликів Драго ісп. Mariposario del Drago — науково-дослідний центр у місті Ікод-де-лос-Вінос (острів Тенерифе, Канарські острови, Іспанія) з вивчення лускокрилих.

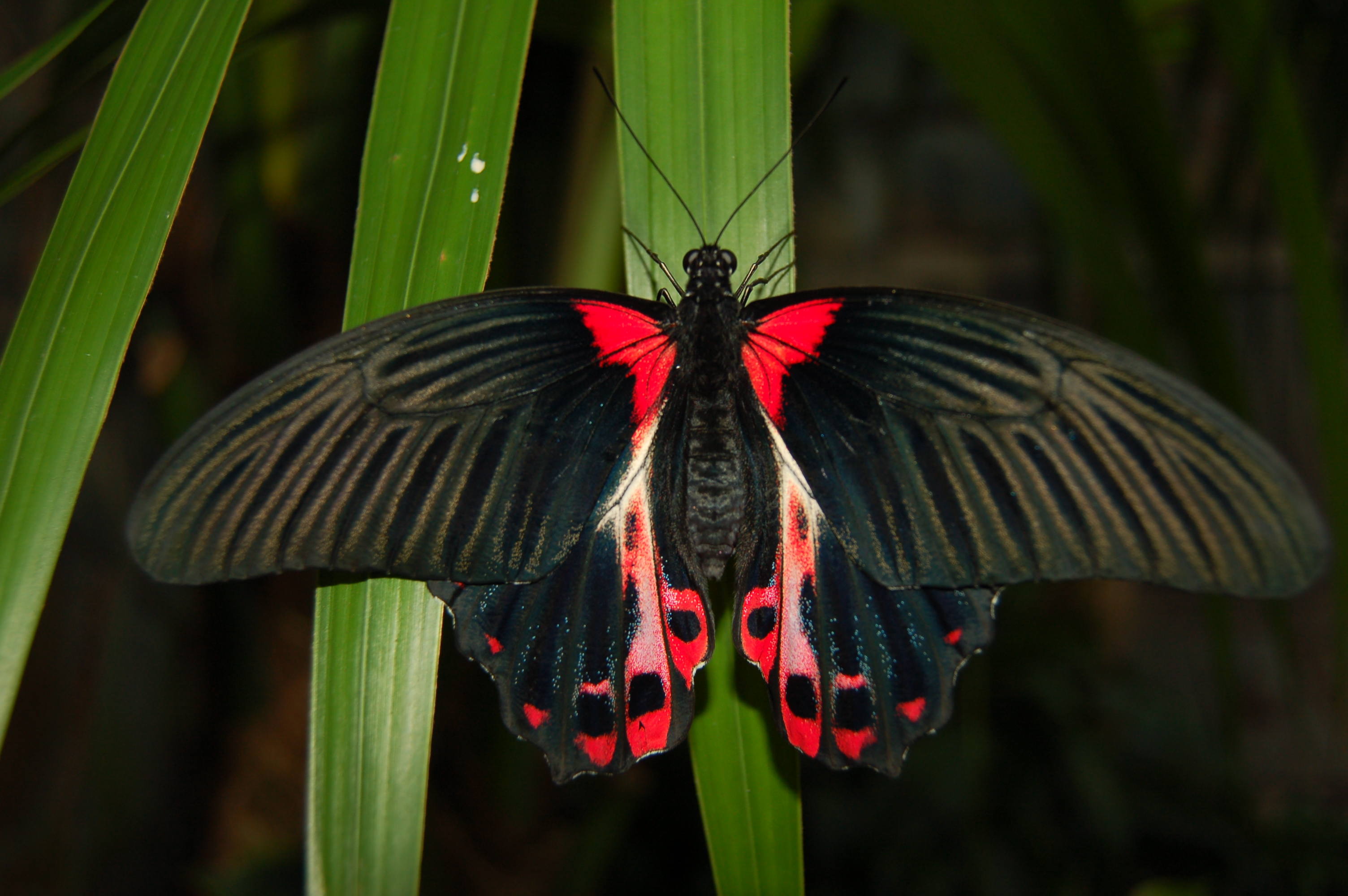
Метелик Papilio rumanzovia у Mariposario del Drago

Центр, який ще називають «Музей метеликів», знаходиться неподалік від знаменитого тисячолітнього драконового дерева (Dracaena draco) у парку дель Драго.
Центр включає в себе критий сад, де живуть найрізноманітніші метелики, лабораторію для спостереження за гусеницями і лялечками, тематичну аудиторію і кінозал.
Загалом, тут живуть близько 800 метеликів, які представляють понад сто видів метеликів з Центральної Америки, Азії, Австралії. В саду регулярно відбувається «зміна експозиції»: метелики змінюються в залежності від пори року і календаря розмноження.
Всі метелики представлені в парку, з'явилися на світ в неволі, відповідно до контрольованої програмою з розведення. Багато видів народжені в цьому парку, а решта привезені з інших центрів з розведення метеликів (з таких країн, як: Малайзія, Філіппіни, Коста-Рика, Австралія).
Температура повітря всередині саду підтримується на рівні 25-29 градусів за Цельсієм, а вологість — 80%.